# Cod ATC C05
Codul ATC C04 Vasoprotectoare este o parte a sistemului de clasificare anatomică, terapeutică și chimică a medicamentelor, un sistem dezvoltat de către Organizația Mondială a Sănătății (OMS) pentru clasificarea medicamentelor și a altor produse medicinale. Subgrupul C04 este o parte a grupului C Sistemul cardiovascular.
Codurile pentru preparatele de uz veterinar sunt create prin alipirea literei Q în fața codului ATC corespunzător produsului pentru uz uman; de exemplu, QC04. 

## C05AAntihemoroidalede uz topic

### C05AA Preparate cucorticosteroizi
C05AA01 Hidrocortizonă
C05AA04 Prednisolonă
C05AA05 Betametasonă
C05AA06 Fluorometolonă
C05AA08 Fluocortolonă
C05AA09 Dexametazonă
C05AA10 Fluocinolon acetonid
C05AA11 Fluocinonidă
C05AA12 Triamcinolonă

### C05AD Preparate cuanestezice locale
C05AD01 Lidocaină
C05AD02 Tetracaină
C05AD03 Benzocaină
C05AD04 Cincocaină
C05AD05 Procaină
C05AD06 Oxetacaină
C05AD07 Pramocaină

### C05AE Preparate cumiorelaxante
C05AE01 Gliceril trinitrat
C05AE02 Izosorbid dinitrat
C05AE03 Diltiazem

### C05AX Alte antihemoroidale de uz topic
C05AX01 Preparate cu aluminiu
C05AX02 Preparate cu bismut, combinații
C05AX03 Alte preparate, combinații
C05AX04 Preparate cu zinc
C05AX05 Tribenozidă

## C05B Medicația antivaricoasă

### C05BA Heparine sau heparinoizi de uz topic
C05BA01 Organo-heparinoid
C05BA02 Apolat de sodiu
C05BA03 Heparină
C05BA04 Pentosan polisulfate sodiu
C05BA51 Heparinoid, combinații
C05BA53 Heparină, combinații

### C05BB Scleroterapie injectabilă
C05BB01 Monoetanolamin oleat
C05BB02 Polidocanol
C05BB03 Zahăr invertit
C05BB04 Sodium tetradecil sulfat
C05BB05 Fenol
C05BB56 Glucoză, combinații

### C05BX Alți agenți
C05BX01 Dobesilat de calciu
C05BX51 Dobesilat de calciu, combinații

## C05C Medicațiacapilarelor(capilaro-protectoare)

### C05CABioflavonoide
C05CA01 Rutozidă
C05CA02 Monoxerutină
C05CA03 Diosmină
C05CA04 Troxerutină
C05CA05 Hidrosmină
C05CA51 Rutozidă, combinații
C05CA53 Diosmină, combinații
C05CA54 Troxerutină, combinații

### C05CX Alte preparate capilaro-protectoare
C05CX01 Tribenozidă
C05CX02 Naftazonă
C05CX03 Hippocastani semen